# Большая Ира
Большая Ира — река в России, протекает в Кирсановском и Гавриловском районах Тамбовской области. Устье реки находится в 23 км по правому берегу реки Ирки. Длина реки составляет 18 км, площадь водосборного бассейна 106 км².
В 3,1 км от устья справа в Большую Иру впадает Малая Ира.
В Кирсановском районе река протекает через деревню Соколово, а ниже в Гавриловском районе на берегу реки стоит деревня Павловка.

## Данные водного реестра
В реестре зафиксировано, что не Малая Ира впадает в Большую Иру, а наоборот, Большая Ира впадает в Малую Иру слева в 3,1 км от устья, а уже Малая Ира в Ирку.
По данным государственного водного реестра России относится к Донскому бассейновому округу, водохозяйственный участок реки — Ворона, речной подбассейн реки — Хопёр. Речной бассейн реки — Дон (российская часть бассейна).
По данным геоинформационной системы водохозяйственного районирования территории РФ, подготовленной Федеральным агентством водных ресурсов:
- Код водного объекта в государственном водном реестре — 05010200212107000006533
- Код по гидрологической изученности (ГИ) — 107000653
- Код бассейна — 05.01.02.002
- Номер тома по ГИ — 07
- Выпуск по ГИ — 0